# 建築施工管理技士
建築施工管理技士（けんちくせこうかんりぎし）は、施工管理技士国家資格のうちの1つで、1983年（昭和58年）に当時の建設省（現国土交通省）が建設工事に従事する技術者の技術の向上を図ることを目的として創設した資格である。
国土交通省所管の国家資格で、国家試験は年1回、2級の第一次検定のみ年2回実施される（実施は一般財団法人建設業振興基金）。

## 概要
建設業法第27条の2に基づき実施されている資格で、1級建築施工管理技士、2級建築施工管理技士に大別される（級は、アラビア数字表記であることに注意する必要がある。建築士は「一級建築士、二級建築士及び木造建築士をいう」と定義されて漢数字を用いる。）。
1級建築施工管理技士は、一般建設業、特定建設業の許可基準の一つである営業所ごとに置く専任の技術者、並びに建設工事の現場に置く主任技術者及び監理技術者の有資格者として認められており、大規模工事（超高層建築、大規模都市施設等）を扱う。また公共性のある重要な8000万円以上の建築一式工事または4000万円以上の上記以外の工事では、これらの資格を有する主任技術者、監理技術者を専任で置く必要が生ずる。公共工事に参加する建設業者を技術的、経営的に評価する経営事項審査の技術力評点において1級建築施工管理技士は全29業種中17業種で5点、監理技術者講習修了であれば6点が配点される。
現代においては、一級建築士、1級建築施工管理技士のみが建築施工管理に関して、その工事規模の上限が存在しない。一級建築士は、建築学全般を広く扱う資格だが近年では、設計分野に重点を置く資格体系となっている。一方、1級建築施工管理技士は、施工過程における施工計画、工程管理、品質管理、安全管理に重点を置く。また建築分野は業種も数多く存在し、設計、施工管理それぞれの分野で人員が必要なため、ゼネコンなどにおいては、一般的に一級建築士は、設計監理のスペシャリスト、1級建築施工管理技士は、施工管理のスペシャリスト（建築エンジニア）として認識されている。その為、監理技術者として業務が可能な職種に違いが有り、1級建築施工管理技士の方が多くなっている。
2級建築施工管理技士は建築、躯体、仕上げの3種類の資格に分かれ、建築に関する全ての分野で2級資格者となるためには、少なくとも3度の受験に合格する必要がある。1級はその必要はない。それぞれの一般建設業、特定建設業の許可基準の一つである営業所ごとに置く専任の技術者並びに建設工事の現場に置く主任技術者及び監理技術者の有資格者として認められており、小規模工事を扱う。
1級、2級共に法令順守及び昨今求められる高い要求品質という観点から建築施工における緻密な要求精度を確保し、施工計画、安全管理、品質管理、工程管理という時に相反する事項を達成しつつ、予定工期内に建築を完成させられる高度な技術的スキルが求められる。また昨今の環境意識の高まりと共に3Rを遵守することも要求されるため建築全般について精通し、かつ環境保全など建築施工全般技術に対して的応する必要がある。

## 沿革
建設業法の昭和35年改正後、建設機械施工技士、土木施工管理技士、管工事施工管理技士、造園施工管理技士の4つの種目が検定制度に設けられ、昭和57年から中央建設業審議会法制小委員会で、新たに「建築施工管理技士」の創設議論がなされ業界団体等からの要望もあり昭和58年度に創設されることとなった。
1級は昭和63年度〜平成元年度まで1級建築工事技術者特別研修（1級研修合格者数14,163人）、2級は昭和59年度〜昭和61年度まで2級建築工事技術者特別研修、平成6年度〜平成14年度まで2級建築施工管理技術研修（2級研修合格者数191,013人）にて取得可能だった。
2級建築施工管理技術研修は、規定学歴と規定実務経験年数を有する30歳以上で、現に指導監督的な業務に携わっているものの、試験による資格取得になじまない者に対する資格取得の促進のために実施するもので、研修を受講後の終了試験合格者は、試験実施機関に申請することで、2級の学科試験及び実地試験のすべてが免除されるというものであったが、安易な資格取得に一定の歯止めをかけることが必要と考えられるため、制度本来の目的に合ったものに見直しすべき時期に差し掛かっていると国土交通省の考え方により、現在は行われていない。また、建設業振興基金の行う昭和63年度までの一級建築工事技術者試験第一部及び第二部に合格した者は、1級の建築施工管理技術検定の学科試験及び実地試験の全部、同じく、二級建築工事技術者試験に合格した者は、2級の建築施工管理技術検定の学科試験及び実地試験の全部、その他、建設業振興基金の行う建築施工技術者試験に合格した者は、2級の建築施工管理技術検定の学科試験のうち、施工技術検定規則別表第二の2級技術検定試験科目の欄に掲げる建築学等及び法規が免除された。
平成26年度試験より、若手技術者の確保の観点から、主に高校指定学科卒業者を対象として、技術検定試験の受検資格の見直しを行った。
平成27年度試験より、技術検定試験について、試験制度運用の適正化を図る観点から、技術検定の受検に必要な実務経験を従来は受検申込時で計算していたものを学科試験の前日までで計算できることとし、２級合格者が１級を受検する際に必要な実務経験は、従来は合格証明書交付日より計算していたものを合格発表日より計算できることとした。これにより実務経験を有する者は半年以上の早期受検が可能となった。
平成28年度試験より、専門学校卒業者の取扱いを明確化した。また、２級学科試験の受験に実務経験を不要とし、早期受験が可能になり、学科試験合格者は、学科試験合格後１１年以内の連続する２回の学科試験が免除された。
平成30年度試験より、2級の技術検定の学科試験の種別を廃止して共通試験とした。
令和3年度試験より、第一次検定と第二次検定に再編成を行い、第一次検定の合格者を「技士補」、第一次検定及び第二次検定の両方の合格者に「技士」の称号を付与することとした。
なお、１級建築施工管理技士補が監理技術者補佐となるためには、補佐する業種の主任技術者になり得る資格を有することが必要である。２級建築施工管理技士補には、資格による効果は特になく、２級建築施工管理技士補と称することを認められるだけである。

## 種類
- 1級建築施工管理技士
- 2級建築施工管理技士
  - 建築
  - 躯体
  - 仕上げ

## 受験資格
1級建築施工管理技士
- 指導監督的実務経験を1年以上含んでいる場合
  - 大学の指定学科を卒業して3年以上の実務経験、
  - 大学の指定学科以外を卒業して4年6か月以上の実務経験
  - 短期大学、高等専門学校（5年制）の指定学科を卒業して5年以上の実務経験、
  - 短期大学、高等専門学校（5年制）の指定学科以外を卒業して7年6か月以上の実務経験
  - 高等学校の指定学科を卒業して10年以上の実務経験
  - 高等学校の指定学科以外を卒業して11年6か月以上の実務経験
  - 上記学歴によらない場合は15年以上の実務経験
  - 二級建築士試験合格者で合格後、5年以上の実務経験
  - 2級建築施工管理技術検定合格者で合格後、5年以上の実務経験
  - 2級建築施工管理技術検定合格証明書交付後5年未満の者で短期大学、高等専門学校（5年制）の指定学科以外を卒業して9年以上の実務経験
  - 2級建築施工管理技術検定合格証明書交付後5年未満の者で高等学校の指定学科を卒業して9年以上の実務経験
  - 2級建築施工管理技術検定合格証明書交付後5年未満の者で高等学校の指定学科以外を卒業して10年6か月以上の実務経験
  - その他の者は14年以上の実務経験
- 専任の主任技術者を1年以上含んでいる場合
  - 高等学校の指定学科を卒業し、8年以上の実務経験
  - 高等学校の指定学科以外を卒業し、9年6か月以上の実務経験
  - その他の者は13年以上の実務経験
  - 2級建築施工管理技術検定の合格者で合格後、3年以上の実務経験
  - 2級建築施工管理技術検定合格証明書交付後5年未満の者で短期大学、高等専門学校（5年制）の指定学科を卒業して、7年以上の実務経験
  - 2級建築施工管理技術検定合格証明書交付後5年未満の者で高等学校の指定学科を卒業して、7年以上の実務経験
  - 2級建築施工管理技術検定合格証明書交付後5年未満の者で高等学校の指定学科以外を卒業して、8年6か月以上の実務経験
  - 2級建築施工管理技術検定合格証明書交付後5年未満の者でその他の者は12年以上の実務経験
- 2級建築施工管理技術検定第二次検定（令和2年度までは実地試験）合格者は第一次検定のみ受験可能

2級建築施工管理技士
- 大学の指定学科を卒業し、1年以上の実務経験
- 大学の指定学科以外を卒業し、1年6か月以上の実務経験
- 短期大学、高等専門学校（5年制）の指定学科を卒業し、2年以上の実務経験
- 短期大学、高等専門学校（5年制）の指定学科以外を卒業し、3年以上の実務経験
- 高等学校の指定学科を卒業し、3年以上の実務経験
- 高等学校の指定学科以外を卒業し、4年6か月以上の実務経験
- その他の者は8年以上の実務経験一
- 職業能力開発促進法による技能検定に合格した者
- 試験実施年度に満17歳以上となる者は第一次検定のみ受験可能

## 受験資格 (令和6年度以降）
令和6年度より受験資格と実務経験要件が下記のように変更となる
1級建築施工管理技士
- 第一次検定
  - 1級建築施工管理技士の第一次検定が行われる日の属する年度の末日における年齢が19歳以上の者
- 第二次検定
  - 1級建築施工管理技士の第一次検定に合格した後、実務経験５年以上
  - 1級建築施工管理技士の第一次検定に合格した後、特定実務経験１年以上を含む実務経験３年以上
  - 1級建築施工管理技士の第一次検定に合格した後、監理技術者補佐（法第26条第３項ただし書）としての実務経験１年以上
  - 2級建築施工管理技士の第二次検定に合格した後、1級建築施工管理技士の第一次検定に合格した者であって、2級建築施工管理技士の第二次検定に合格した後、実務経験５年以上
  - 2級建築施工管理技士の第二次検定に合格した後、1級建築施工管理技士の第一次検定に合格した者であって、2級建築施工管理技士の第二次検定に合格した後、特定実務経験１年以上を含む実務経験３年以上
  - 国土交通大臣がこれらの者と同等以上の知識及び経験を有するものと認定した者
  - 一級建築士試験合格後、実務経験5年（特定実務経験1年を含む場合3年）以上

特定実務経験
請負金額4,500万円（建築一式工事は7,000万円）以上の建設工事において、監理技術者・主任技術者（当該業種の監理技術者資格者証を有する者に限る）の指導の下、または自ら監理技術者・主任技術者として行った経験（発注者側技術者の経験、建設業法の技術者配置に関する規定の適用を受けない工事の経験等は特定実務経験には該当しない）
2級建築施工管理技士
- 第一次検定
  - 2級建築施工管理技士の第一次検定が行われる日の属する年度の末日における年齢が17歳以上の者
- 第二次検定
  - 2級建築施工管理技士の第一次検定に合格した後、検定種別に関し実務経験３年以上
  - 1級建築施工管理技士の第一次検定に合格した後、検定種別に関し実務経験１年以上
  - 国土交通大臣がこれらの者と同等以上の知識及び経験を有するものと認定した者
  - 一級建築士試験合格後、実務経験1年

経過措置による受検資格
- 令和１０年度までの間は、制度改正前の受検資格要件による二次検定受検が可能
- 令和６年度から１０年度までの間に、有効な二次検定受検票の交付を受けた場合、令和１１年度以降も引き続き同二次検定を受検可能（旧２級学科試験合格者及び同日受検における一次検定不合格者を除く）
- 旧２級学科試験合格者の経過措置については従前どおり合格年度を含む１２年以内かつ連続２回に限り当該二次検定を制度改正前の資格要件で受検可能

## 試験
- 第一次検定と第二次検定があり、１級は第一次検定が6月、第二次検定が10月、2級は第一次検定が6月と11月、第2次検定が11月に実施される。
- 1級は第一次検定において建築学（環境工学、各種構造、構造力学、施工共通、躯体工事、建築材料、仕上げ工事）、施工管理法(監理技術者補佐としての知識+応用能力)、法規があり、マークシート形式を基本として回答する。第二次検定においては、令和2年度までの学科試験合格者で有効期間内の者、令和3年度以降の第一次検定合格者および一級建築士のみ受験可能である施工管理法(監理技術者としての知識+応用能力)となり、実務経験における建築全般の応用力が求められるという試験の観点より記述形式を基本として回答する。

第一次検定合格によって1級建築施工管理技士補として、第二次検定合格によって1級建築施工管理技士として認定される。1級建築施工管理技士合格後、公共工事及び一定規模以上の民間工事において監理技術者となる場合、さらに監理技術者講習を受ける必要がある。
- 2級は第一次検定において、建築学、施工管理法（基礎的な知識+能力）、法規をマークシート形式を基本として回答し、第二次検定においては、建築、躯体、仕上げのいずれかを選択し、建築の場合は施工管理法、躯体の場合は躯体施工管理法、仕上げの場合は仕上げ施工管理法（主任技術者としての知識+応用能力）を記述形式を基本として回答する。

第一次検定合格によって2級建築施工管理技士補として、第二次検定合格によって選択した各種の2級建築施工管理技士として認定される。
- 建築は他の施工管理技士試験と比較し、業種や管理項目が煩雑かつ多岐に渡る為、複雑な設問が出題される傾向が強い試験である。また出題傾向も毎年異なった問題が出題されている。さらに昨今の一級建築士による耐震偽造事件などの社会的事象を受け、細部を突き詰めた設問が多くなる傾向がある。
- 不正行為に対して最長3年間の受検禁止措置が設けられている。[9]

## 合格率
令和3年度までに、1級建築施工管理技士は308,521人、2級建築施工管理技士は455,534人の合格者がいる。
- 令和4年度の1級建築施工管理技士の最終合格率（第一次検定合格率46.8％×第二次検定合格率45.2％）は21.2％
- 令和3年度の1級建築施工管理技士の最終合格率（第一次検定合格率36.0％×第二次検定合格率52.4％）は18.9％
- 令和2年度の1級建築施工管理技士の最終合格率（学科合格率51.1％×実地合格率40.7％）は20.8％
- 令和元年度の1級建築施工管理技士の最終合格率（学科合格率42.7％×実地合格率46.5％）は19.9％
- 平成30年度の1級建築施工管理技士の最終合格率（学科合格率36.6％×実地合格率37.1％）は13.6％
- 平成29年度の1級建築施工管理技士の最終合格率（学科合格率39.7％×実地合格率33.5％）は13.3％
- 平成28年度の1級建築施工管理技士の最終合格率（学科合格率49.4％×実地合格率45.6％）は22.5％
- 平成27年度の1級建築施工管理技士の最終合格率（学科合格率43.6％×実地合格率37.8％）は16.5％
- 平成26年度の1級建築施工管理技士の最終合格率（学科合格率41.6％×実地合格率40.2％）は16.7％
- 平成25年度の1級建築施工管理技士の最終合格率（学科合格率47.0％×実地合格率41.4％）は19.5％
- 平成24年度の1級建築施工管理技士の最終合格率（学科合格率37.3％×実地合格率40.6％）は15.1％
- 平成23年度の1級建築施工管理技士の最終合格率（学科合格率37.3％×実地合格率40.6％）は15.1％
- 平成22年度の1級建築施工管理技士の最終合格率（学科合格率40.7％×実地合格率47.0％）は19.1％
- 平成21年度の1級建築施工管理技士の最終合格率（学科合格率34.9％×実地合格率41.1％）は14.3％
- 平成20年度の1級建築施工管理技士の最終合格率（学科合格率49.8％×実地合格率35.0％）は17.4％

## 監理技術者として業務が可能な職種
| 資格名称        | 土木 | 建築 | 大工 | 左官 | とび土工 | 石工事 | 屋根工事 | 電気工事 | 管工事 | タイルレンガブロック工事 | 鋼構造物 | 鉄筋工事 | 舗装工事 | しゅんせつ | 板金工事 | ガラス工事 | 塗装工事 | 防水工事 |
| --------------- | ---- | ---- | ---- | ---- | -------- | ------ | -------- | -------- | ------ | ------------------------ | -------- | -------- | -------- | ---------- | -------- | ---------- | -------- | -------- |
| 1級建設機械     | ○    | -    | -    | -    | ○        | -      | -        | -        | -      | -                        | -        | -        | ○        | -          | -        | -          | -        | -        |
| 1級土木施工     | ○    | -    | -    | -    | ○        | ○      | -        | -        | -      | -                        | ○        | -        | ○        | ○          | -        | -          | ○        | -        |
| 1級建築施工     | -    | ○    | ○    | ○    | ○        | ○      | ○        | -        | -      | ○                        | ○        | ○        | -        | -          | ○        | ○          | ○        | ○        |
| 1級電気施工     | -    | -    | -    | -    | -        | -      | -        | ○        | -      | -                        | -        | -        | -        | -          | -        | -          | -        | -        |
| 1級管施工       | -    | -    | -    | -    | -        | -      | -        | -        | ○      | -                        | -        | -        | -        | -          | -        | -          | -        | -        |
| 1級造園施工     | -    | -    | -    | -    | -        | -      | -        | -        | -      | -                        | -        | -        | -        | -          | -        | -          | -        | -        |
| 1級電気通信施工 | -    | -    | -    | -    | -        | -      | -        | -        | -      | -                        | -        | -        | -        | -          | -        | -          | -        | -        |
| 一級建築士      | -    | ○    | ○    | -    | -        | -      | ○        | -        | -      | ○                        | ○        | -        | -        | -          | -        | -          | -        | -        |

| 資格名称        | 内装仕上工事 | 機械器具設置工事 | 熱絶縁工事 | 電気通信工事 | 造園工事 | さく井工事 | 建具工事 | 水道施設工事 | 消防施設工事 | 清掃施設工事 | 解体工事 |
| --------------- | ------------ | ---------------- | ---------- | ------------ | -------- | ---------- | -------- | ------------ | ------------ | ------------ | -------- |
| 1級建設機械     | -            | -                | -          | -            | -        | -          | -        | -            | -            | -            | -        |
| 1級土木施工     | -            | -                | -          | -            | -        | -          | -        | ○            | -            | -            | ○        |
| 1級建築施工     | ○            | -                | ○          | -            | -        | -          | ○        | -            | -            | -            | ○        |
| 1級電気施工     | -            | -                | -          | -            | -        | -          | -        | -            | -            | -            | -        |
| 1級管施工       | -            | -                | -          | -            | -        | -          | -        | -            | -            | -            | -        |
| 1級造園施工     | -            | -                | -          | -            | ○        | -          | -        | -            | -            | -            | -        |
| 1級電気通信施工 | -            | -                | -          | ○            | -        | -          | -        | -            | -            | -            | -        |
| 一級建築士      | ○            | -                | -          | -            | -        | -          | -        | -            | -            | -            | -        |

## 資格試験での免除
- 社会保険労務士試験の「試験合格による受験資格（社労士試験以外の国家試験合格）」の「社会保険労務士試験以外の国家試験のうち厚生労働大臣が認めた国家試験に合格した者」に1級・2級建築施工管理技士検定試験が認められている。
- 建築積算士(民間)において、１級及び２級建築施工管理技士は一次試験が免除される。
- 1～3級損害保険登録鑑定人(民間）の試験に合格し登録している者で、1級建築施工管理技士は「専門鑑定人A」、2級建築施工管理技士は「専門鑑定人B」としても登録することができる。
- 1級または2級建築施工管理技士は、マンション維持修繕技術者試験の受験資格が得られる

## 資格不正取得と防止対策
2000年代以降、東証一部上場企業を含む大企業までもが、社員の経験年数を偽るなどして施工管理技士の資格を取得していた事例が相次いで発覚。2021年、国土交通省は資格を不正に取得した技術者を工事現場に配置した企業への罰則を新設する等の対策強化を行った。